# ヘプ

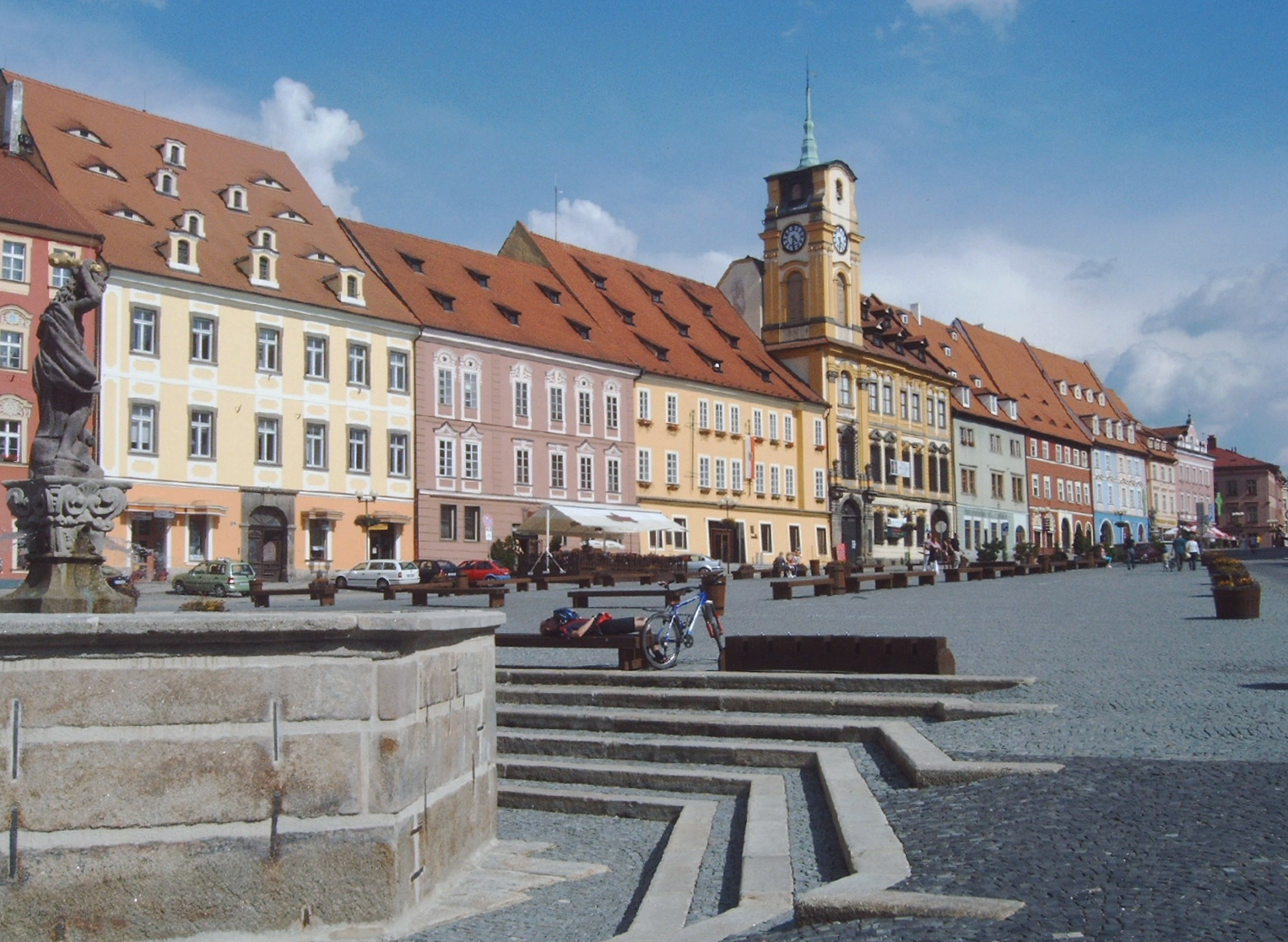
街の風景

ヘプ（チェコ語: Cheb [xɛp] ( 音声ファイル)、ドイツ語: Eger [ˈeːgɐ]）は、チェコの町。ドイツ語ではエーガー、エゲル。

## 地勢・産業
ドイツ国境に近い。中世よりバイエルンからボヘミア（ベーメン）地方へと移動する中継地点としての役割を果たし、交易などを通じて栄えた。現在は木材、自転車工業などが盛んなほか、多くの観光客も集める。とりわけ、2004年にチェコが欧州連合（EU）に加盟したことは、隣国ドイツからの観光客を増加させることに大きく寄与した。近隣の都市としては、約25キロ南東のマリアーンスケー・ラーズニェ、40キロ北東のカルロヴィ・ヴァリ、40キロ北西のホーフ（ドイツ領）などが挙げられる。

## 歴史
エーガー（ヘプ）は11世紀後半より史料に現れる（当時の表記は「エーギレ」：[Egire]）。12世紀には、神聖ローマ皇帝フリードリヒ1世のもとで、ヘプ城が建てられている。13世紀に帝国自由都市としての地位を手に入れた。
14世紀半ば、ボヘミア王カレル1世（神聖ローマ皇帝カール4世）によって貨幣鋳造権が認められた。通商路の中継地に位置していたため商業が盛んだったが、幾度となく戦禍にもさらされた。また、1389年におけるローマ王兼ボヘミア王ヴァーツラフ4世が発布したエーガーのラント平和令や、15世紀前半のフス戦争後にイジーがボヘミア王に即位、彼とザクセン選帝侯フリードリヒ2世との間で結ばれボヘミア王国とザクセン公国の勢力範囲を確定した1459年のエーガー条約など、この町において諸侯間の重要な取り決めが結ばれた。

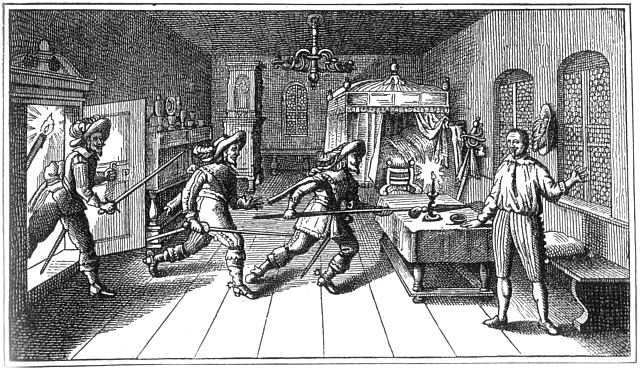
ヴァレンシュタインの暗殺

17世紀前半の三十年戦争で深刻な被害を受けるが、復興を果たした。また、三十年戦争において皇帝側で戦ったヴァレンシュタインは、皇帝フェルディナント2世の不信を招いてこの地でスコットランド人とアイルランド人の将校によって暗殺された。
1850年には、チェコ系の住民の民族意識の高揚を受け、エーガーとヘプの双方が町の正式名称として採用された。第一次世界大戦後、オーストリア・ハンガリー帝国の解体に伴い、ヘプはチェコスロヴァキアの一部となった。しかし、人口の多数を占めていたドイツ系の住民（当時、チェコ系の住民は1割程度）は、この措置に不満を持った。そのことが、ヘプを含むズデーテン地方におけるドイツ系住民のナチス支持へとつながった。1938年、ナチスはズデーテン地方を併合したため、ヘプはドイツ領となった。
第二次世界大戦後、ヘプはチェコスロヴァキア領に復帰した。戦争の被害は限定的であり、歴史的建造物の多くが破壊を免れたことは、ヘプにとって幸いであった。しかし、チェコスロバキア政府のベネシュ布告により、ヘプのドイツ系住民も市民権と財産を没収され、近隣のドイツ・バイエルン州へ強制追放された（ドイツ人追放）。そのため、街並はドイツ風だが、ドイツ系住民の数が大幅に減少し、終戦時に約4万5千人いた人口も1万5千人程度にまで減少した。その後、外部からの移住を奨励する政策がとられ、現在の人口は約3万3千人（2005年）まで回復している。新たな移住者には、共産主義政権により、労働者として招かれていたベトナム人や、定住を促されたロマの人々が含まれる。

## 気候
| ヘプ（1991年 - 2020年）の気候 | ヘプ（1991年 - 2020年）の気候 | ヘプ（1991年 - 2020年）の気候 | ヘプ（1991年 - 2020年）の気候 | ヘプ（1991年 - 2020年）の気候 | ヘプ（1991年 - 2020年）の気候 | ヘプ（1991年 - 2020年）の気候 | ヘプ（1991年 - 2020年）の気候 | ヘプ（1991年 - 2020年）の気候 | ヘプ（1991年 - 2020年）の気候 | ヘプ（1991年 - 2020年）の気候 | ヘプ（1991年 - 2020年）の気候 | ヘプ（1991年 - 2020年）の気候 | ヘプ（1991年 - 2020年）の気候 |
| 月                            | 1月                           | 2月                           | 3月                           | 4月                           | 5月                           | 6月                           | 7月                           | 8月                           | 9月                           | 10月                          | 11月                          | 12月                          | 年                            |
| ----------------------------- | ----------------------------- | ----------------------------- | ----------------------------- | ----------------------------- | ----------------------------- | ----------------------------- | ----------------------------- | ----------------------------- | ----------------------------- | ----------------------------- | ----------------------------- | ----------------------------- | ----------------------------- |
| 最高気温記録 °C （°F）        | 14.6 (58.3)                   | 17.4 (63.3)                   | 22.2 (72)                     | 28.7 (83.7)                   | 31.2 (88.2)                   | 38.0 (100.4)                  | 37.0 (98.6)                   | 36.9 (98.4)                   | 30.9 (87.6)                   | 26.1 (79)                     | 17.5 (63.5)                   | 14.1 (57.4)                   | 38 (100.4)                    |
| 平均最高気温 °C （°F）        | 1.3 (34.3)                    | 3.3 (37.9)                    | 8.1 (46.6)                    | 14.2 (57.6)                   | 18.7 (65.7)                   | 22.0 (71.6)                   | 24.0 (75.2)                   | 24.0 (75.2)                   | 18.9 (66)                     | 12.7 (54.9)                   | 5.9 (42.6)                    | 1.9 (35.4)                    | 12.9 (55.2)                   |
| 日平均気温 °C （°F）          | −0.9 (30.4)                   | 0.1 (32.2)                    | 4.0 (39.2)                    | 8.6 (47.5)                    | 12.9 (55.2)                   | 16.2 (61.2)                   | 18.1 (64.6)                   | 17.9 (64.2)                   | 13.6 (56.5)                   | 8.7 (47.7)                    | 3.6 (38.5)                    | 0.0 (32)                      | 8.6 (47.5)                    |
| 平均最低気温 °C （°F）        | −3.0 (26.6)                   | −2.9 (26.8)                   | −0.1 (31.8)                   | 3.0 (37.4)                    | 7.2 (45)                      | 10.4 (50.7)                   | 12.2 (54)                     | 11.9 (53.4)                   | 8.4 (47.1)                    | 5.0 (41)                      | 1.4 (34.5)                    | −1.7 (28.9)                   | 4.3 (39.7)                    |
| 最低気温記録 °C （°F）        | −22.8 (−9)                    | −22.3 (−8.1)                  | −21.4 (−6.5)                  | −8.6 (16.5)                   | −4.1 (24.6)                   | −0.6 (30.9)                   | 0.3 (32.5)                    | 1.0 (33.8)                    | −1.7 (28.9)                   | −9.2 (15.4)                   | −12.8 (9)                     | −22.3 (−8.1)                  | −22.8 (−9)                    |
| 降水量 mm （inch）            | 43.4 (1.709)                  | 34.0 (1.339)                  | 56.9 (2.24)                   | 70.0 (2.756)                  | 115.7 (4.555)                 | 129.6 (5.102)                 | 147.0 (5.787)                 | 141.9 (5.587)                 | 106.9 (4.209)                 | 85.2 (3.354)                  | 65.4 (2.575)                  | 53.4 (2.102)                  | 1,049.5 (41.319)              |
| 降雪量 cm （inch）            | 26.6 (10.47)                  | 20.5 (8.07)                   | 11.1 (4.37)                   | 2.8 (1.1)                     | 0.0 (0)                       | 0.0 (0)                       | 0.0 (0)                       | 0.0 (0)                       | 0.0 (0)                       | 0.3 (0.12)                    | 9.2 (3.62)                    | 19.3 (7.6)                    | 89.8 (35.35)                  |
| 平均降水日数 （≥1 mm）        | 9.7                           | 8.5                           | 10.0                          | 7.4                           | 10.6                          | 10.5                          | 11.4                          | 9.8                           | 8.5                           | 9.0                           | 9.4                           | 10.5                          | 115.3                         |
| % 湿度                        | 86                            | 82                            | 77                            | 72                            | 70                            | 71                            | 71                            | 74                            | 78                            | 82                            | 86                            | 87                            | 78                            |
| 平均月間日照時間              | 39.2                          | 65.5                          | 107.2                         | 141.9                         | 186.7                         | 188.2                         | 195.9                         | 185.4                         | 139.0                         | 103.7                         | 40.0                          | 31.0                          | 1,423.7                       |
| 出典：infoclimat.fr           |                               |                               |                               |                               |                               |                               |                               |                               |                               |                               |                               |                               |                               |

| 平均気温の推移                                                 |                                                                |
| -------------------------------------------------------------- | -------------------------------------------------------------- |
| 現在、技術上の問題で一時的にグラフが表示されなくなっています。 |                                                                |
|                                                                | 現在、技術上の問題で一時的にグラフが表示されなくなっています。 |

|  | 現在、技術上の問題で一時的にグラフが表示されなくなっています。 |

|  | 現在、技術上の問題で一時的にグラフが表示されなくなっています。 |

|  | 現在、技術上の問題で一時的にグラフが表示されなくなっています。 |

|  | 現在、技術上の問題で一時的にグラフが表示されなくなっています。 |

|  | 現在、技術上の問題で一時的にグラフが表示されなくなっています。 |

|  | 現在、技術上の問題で一時的にグラフが表示されなくなっています。 |

|  | 現在、技術上の問題で一時的にグラフが表示されなくなっています。 |

|  | 現在、技術上の問題で一時的にグラフが表示されなくなっています。 |

|  | 現在、技術上の問題で一時的にグラフが表示されなくなっています。 |

|  | 現在、技術上の問題で一時的にグラフが表示されなくなっています。 |

|  | 現在、技術上の問題で一時的にグラフが表示されなくなっています。 |

|  | 現在、技術上の問題で一時的にグラフが表示されなくなっています。 |

|  | 現在、技術上の問題で一時的にグラフが表示されなくなっています。 |

|  | 現在、技術上の問題で一時的にグラフが表示されなくなっています。 |

|  | 現在、技術上の問題で一時的にグラフが表示されなくなっています。 |

|  | 現在、技術上の問題で一時的にグラフが表示されなくなっています。 |

## 観光

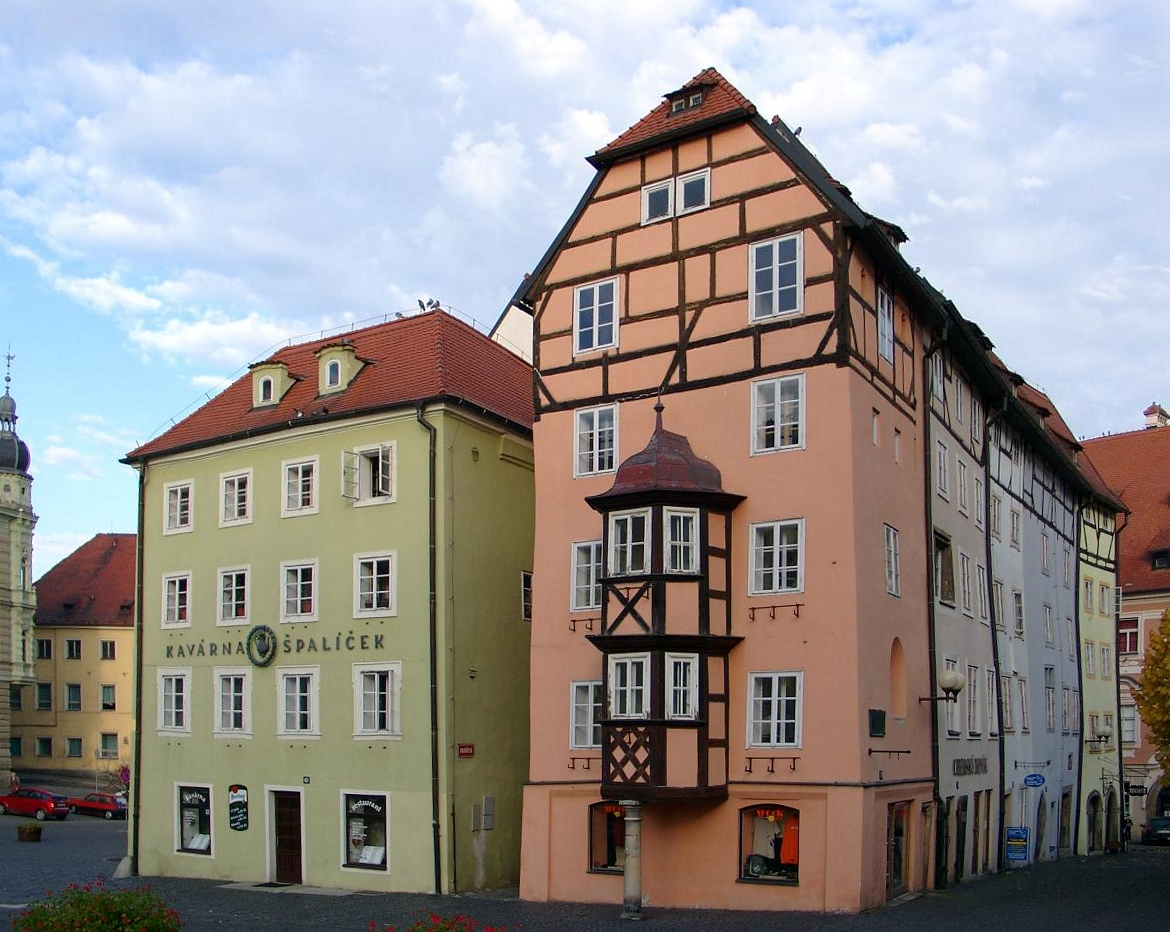
シュパリーチェク

- ヘプ城跡

12世紀に建てられた城だが、ほとんどその原形をとどめていない。
- ヘプ博物館

ヴァレンシュタインについての展示など。
- ファインアート美術館
- 聖ミクラーシュ教会
- シュパリーチェク

ゴシック様式の建造物。近世にはユダヤ商人の店となっていた。
- イジー王広場

## 交通
鉄道でチェコの各地と結ばれているほか、ドイツとの乗り入れも盛ん。ドイツのニュルンベルクから2時間弱、ツヴィッカウから2時間半弱でヘプに到達することができる。国内においては、カルロヴィ・ヴァリまで約1時間、プラハまで約4時間半。

## 主な出身者
- バルタザール・ノイマン

近世を代表する建築家
- フリードリヒ・シラー

『ヴァレンシュタイン』の作者。同作品制作のため、18世紀末よりヘプに滞在した。
- パベル・ネドベド

チェコを代表するサッカー選手
- ルドルフ・ゼルキン

20世紀の大ピアニストの一人。

## 姉妹都市
- ホーフ、ドイツ
- レデン、オランダ
- ニジニ・タギル、ロシア